# هالتای جنوبی
هالتای جنوبی (به لاتین: South Halta) یک روستا در بنگلادش است که در استان باریسال و در ناحیه پیروج‌پور واقع شده‌است.